# 貝爾蒙特縣區 (伊利諾伊州沃巴什縣)
貝爾蒙特鎮區（英語：Belmont Precinct）是位於美國伊利諾伊州沃巴什縣的一個縣區。

## 地方資料
根據2010年美國人口普查的數據，貝爾蒙特鎮區的面積為76.31平方千米，當中陸地面積為76.30平方千米，而水域面積為0.01平方千米。當地共有人口702人，而人口密度為每平方千米9.2人。